# Jason Oppenheim
Jason Oppenheim (nació el 12 de abril de 1977) es un corredor de bienes raíces y abogado estadounidense. Es el presidente y fundador de The Oppenheim Group, una agencia inmobiliaria que representa a compradores y vendedores de propiedades de lujo en Los Ángeles y el condado de Orange. 
Jason Oppenheim, junto con su hermano gemelo Brett, y su equipo de agentes inmobiliarios en The Oppenheim Group son el tema de la serie original de Netflix Selling Sunset, que se estrenó el 22 de marzo de 2019. El programa presenta a Oppenheim y su equipo mientras venden la vida de lujo a compradores ricos y famosos en Los Ángeles. 
En 2020, Oppenheim fue reconocido por el Wall Street Journal como "los mejores agentes inmobiliarios de los Estados Unidos" como el Agente # 1 en Hollywood Hills / Sunset Strip, el Agente # 1 en Los Ángeles y el Agente # 8 en los Estados Unidos. También fue reconocido como el Mejor Agente de Bienes Raíces del Mundo por los International Property Awards para 2020-2021.

## Biografía
Jason Oppenheim nació el 12 de abril de 1977. El tatarabuelo de Oppenheim, Jacob Stern, se mudó a Hollywood en 1889, donde se convirtió en uno de los empresarios inmobiliarios más importantes de Los Ángeles después de fundar The Stern Realty Co.
El Grupo Oppenheim representa cinco generaciones de servicios de desarrollo, administración y corretaje de bienes raíces en Los Ángeles. Su familia es de ascendencia judía.
Oppenheim creció en el norte de California, donde asistió a la escuela secundaria Mission San Jose en Fremont, California. Recibió sus títulos universitarios y de doctorado en derecho de la Universidad de California, Berkeley.
Oppenheim trabajó como abogado en el bufete de abogados internacional O'Melveny & Myers de 2003 a 2007, donde representó a una amplia gama de clientes corporativos.
Durante muchos años, Oppenheim ha sido identificado como uno de los mejores agentes en Los Ángeles por The Hollywood Reporter, y Showbiz Real Estate Elite por Variety.
Entre sus clientes se destacan muchas celebridades de alto perfil, atletas profesionales y empresarios, incluidos Kris Humphries, Chloë Grace Moretz, Orlando Bloom, Joel Kinnaman, Chris McGurk, Taye Diggs, y ha vendido propiedades a Nicole Scherzinger, Jessica Alba, Dakota Johnson, entre otros.
A principios de 2021, Oppenheim abrió una segunda oficina en el barrio costero de Corona del Mar en la ciudad de Newport Beach, California.
En julio del 2021, confirmó que estaba en una relaciona con la coestrella del programa de Netflix Selling Sunset Chrishell Stause , pero según la revista People su relación amorosa finalizó en diciembre de 2021.